# The Woman's Bible
A Bíblia da Mulher é um livro de duas partes (a primeira publicada em 1895 e a segunda em 1898) escrito por Elizabeth Cady Stanton e uma comissão de 26 mulheres, que contrapõe a perspectiva ortodoxa da religião, em que a mulher deve ser subserviente ao homem. Ao produzir o livro, Elizabeth quis promover uma teologia libertadora radical, que valorizava o desenvolvimento pessoal.
Muitas ativistas dos direitos da mulher que trabalharam com Stanton foram contrárias a publicação da Bíblia da Mulher; elas acreditavam que poderia afetar o movimento sufragista. Ainda que nunca aceito pelos grandes estudiosos da Bíblia, o livro se tornou um best-seller, para o desagrado das sufragistas que trabalharam na obra dentro da “Associação Nacional Americana pelo Sufrágio da Mulher” (National American Woman Suffrage Association (NAWSA). Susan B. Anthony tentou acalmar as sufragistas mais novas, mas elas publicaram uma denúncia formal contra o livro e trabalharam para distanciar o movimento dos objetivos de Stanton, que incluía atacar a religião tradicional. Por conta da reação negativa geral, inclusive das ativistas próximas a ela, a publicação do livro terminou efetivamente com a influência de Elizabeth no movimento sufragista.

## Contexto Histórico
No início do século 19 defensores dos direitos das mulheres começaram a se acumular refutações aos argumentos usados contra eles, fundada em interpretações tradicionais de escrituras bíblicas. Lucretia Mott rebateu aqueles que a intimidaram, citando outras passagens da Bíblia ou refutando a interpretação original da escritura. Em 1849, Mott escreveu “Discurso Sobre a Mulher” que discute Adão e Eva, as atividades de várias mulheres que aparecem na Bíblia e argumentou que o Livro Sagrado apoia o direito da mulher de falar sobre suas crenças espirituais. Independentemente de Mott, Lucy Stone compreendeu que as interpretações da Bíblia eram machistas e valorizavam muito o homem, tendenciosamente, e, por isso estavam erradas. Ela batalhou para aprender grego e hebraico e, assim, esclarecer sobre as traduções anteriores da Bíblia, que acreditava que conteria textos mais favoráveis à igualdade das mulheres. Em Nova York, auxiliado por Mott, Elizabeth Cady Stanton ajudou a formular a Declaração de Sentimentos em 1848 e incluiu duas resoluções que protestaram contra a usurpação masculina dos direitos relativos à sua posição na igreja e perante Deus. Na década de 1850, Mott tornou-se especialista em contra argumentar homens que usavam a Escritura contra ela. Na Convenção Nacional dos Direitos da Mulher em 1852 e 1854, ela preparou-se para debater com os homens que viessem preparados com a Bíblia nas mãos. Na Convenção de 1854, o Reverendo Henry Grew disse que a Bíblia prova que homens são naturalmente superiores às mulheres. Ele foi contrariado ponto-a-ponto por Hannah Tracy Cutler, em seguida, em termos sociais e políticos, por Mott, que começou dizendo: "Não é o cristianismo, mas o Clero que submeteu a mulher como nós a encontramos hoje. A Igreja e Estado se uniram, e é bom que enxerguemos assim".